# Athlītiko Sōmateio Akritas Chlōrakas
L'Athlītiko Sōmateio Akritas Chlōrakas (in greco Αθλητικό Σωματείο Ακρίτας Χλώρακας, cioè "Società Sportiva Akritas Chlōrakas") è una società calcistica fondata nel 1971 a Chlóraka nel Distretto di Pafo.

## Storia
Dalla sua fondazione e per decenni ha sempre militato fra la seconda e terza divisione; fino alla stagione 2021-2022 quando, grazie al terzo posto finale in B' Katīgoria, raggiunse la storica promozione in massima serie.
Fu un successo effimero, visto che l'anno seguente retrocesse immediatamente.

## Palmarès

### Competizioni nazionali
- G' Katīgoria: 3

1976-1977, 2008-2009, 2015-2016

### Altri piazzamenti
- B' Katīgoria:

Terzo posto: 2021-2022
- G' Katīgoria:

Terzo posto: 2017-2018

## Organico

### Rosa 2019-2020
Aggiornata al 18 luglio 2020.
| N. |                        | Ruolo | Calciatore             |
| -- | ---------------------- | ----- | ---------------------- |
| 5  | Cipro (bandiera)       | C     | Achilleas Michail      |
| 6  | Cipro (bandiera)       | C     | Lambros Fylaktou       |
| 7  | Paesi Bassi (bandiera) | A     | Kevin Tano             |
| 8  | Cipro (bandiera)       | C     | Onisiforos Pachtalias  |
| 9  | Inghilterra (bandiera) | A     | Hakeem Araba           |
| 10 | Cipro (bandiera)       | A     | Michalis Christodoulou |
| 11 | Cipro (bandiera)       | C     | Panagiotis Loukaidis   |
| 12 | Cipro (bandiera)       | C     | Anastasis Makris       |
| 16 | Nigeria (bandiera)     | C     | Ejike Okoh             |

| N. |                        | Ruolo | Calciatore               |
| -- | ---------------------- | ----- | ------------------------ |
| 30 | Cipro (bandiera)       | D     | Giorgos Vasiliou         |
| 34 | Paesi Bassi (bandiera) | C     | Akram Salhi              |
| 41 | Cipro (bandiera)       | D     | Marios Ioannou           |
| 56 | Cipro (bandiera)       | A     | Charalampos Dimosthenous |
| 90 | Cipro (bandiera)       | P     | Andreas Vasiliou         |
|    | Cipro (bandiera)       | D     | Andreas Tsokkas          |
|    | Gabon (bandiera)       | C     | Ulysse Ndong             |
|    | Brasile (bandiera)     | A     | Davi Araújo              |